# Шлях (Рівненський район)
Шлях — село в Україні, в Рівненському районі Рівненської області. Населення становить 86 осіб.

## Географія
Село розташоване на правому березі річки Безіменної.

## Історія
Село Шлях простягається над магістральною автодорогою, зараз введене до облікових даних Верхова й має з ним спільні господарські, культурні об'єкти.
Висотно-рівнинна, подекуди горбиста околиця села могло бути залюднена вже у староруську добу, бо знаходили виробничих осередків, рештки знарядь праці, могильники далеких часів, особливо з епохи Київської Русі.
Найдавніші вісті про Шлях у статусі урочища було виявлено лише в поземельному плані 1882 року. Карта Волині за 1885 р. місце даного населеного пункту фіксує буквою «X», яка, можливо, символізується ЯК «хутір». Деталізована карта Острізького повіту 1914 року чомусь такого населеного пункту не засвідчує. Лише довідник за рік називає «Шлях» хутором села Гільчі Першої, а статистичні дані 1961 року відносять цей населений пункт у статусі села до Верхівської сільради, облікуючи в ній 126 мешканців.

## Населення

### Мова
Розподіл населення за рідною мовою за даними перепису 2001 року:
| Мова       | Кількість | Відсоток |
| ---------- | --------- | -------- |
| українська | 85        | 98.84%   |
| російська  | 1         | 1.16%    |
| Усього     | 86        | 100%     |

## Походження назви
Назва Шлях символізує наддоріжню магістраль і походить від однозвучного слова, що означає «смуга землі для ходьби, їзди», «напрям руху, діяльності, досягнень мети людей»; воно взяте через польську мову з німецького «шляг» ["Schlag"] у значенні «колія, слід, дорога», «битий тракт».
За місцевими оповідями, назва Шлях прийшла на заміну колишньої «Липки», котра символізувала привабливі наддоріжні липи і дерева. Кажуть, що цією Липовою алеєю проїжджала цариця Катерина II і ніби з тих пір стали іменувати дорогу й село над нею Шлях. Можливо, через втрату липових насаджень.
Назву Шлях мають ще населені пункти Сумщини, Харківщини. Відомі й такі, як Шлях Незаможника, Шляхове, Шляхова, Шляховий.